# Systenoplacis patens
Systenoplacis patens là một loài nhện trong họ Zodariidae.
Loài này thuộc chi Systenoplacis. Systenoplacis patens được Rudy Jocqué miêu tả năm 2009.